# ملعب مصطفى تشاكر
ملعب مصطفى تشاكر هو ملعب متعدد الاستخدامات يقع في مدينة البليدة بالجزائر. تبلغ سعته 37.000 شخصًا. يستخدم ملعب مصطفى تشاكر حاليًا لمباريات كرة القدم، وهو الملعب الرئيسي لنادي اتحاد البليدة وكذا منتخب الجزائر لكرة القدم.

## تعريف الملعب
ملعب مصطفى تشاكر نسبة إلى المجاهد مصطفى تشاكر، هو ملعب يقع بمدينة البليدة جنوب العاصمة الجزائرية، تم افتتاح الملعب سنة 2001 وبالضبط يوم 21 فبراير من عام 2001، وبعد بناء أربع ملاعب حديثة وبمعايير عالمية في الجزائر يعتبر الآن ملعب جد عادي بعد أن كان من أفضل الملاعب الجزائـرية وأجملها لتصميم مدرجاته الفريد من نوعه في ذلك الوقت.
ويستعمل ملعب مصطفى تشاكر نادي اتحاد البليدة المحلي، وهو ينافس في الدرجة الأولى من الدور الجزائري، وكذل يستعمل من طرف المنتخب الجزائـري، وقد استعمل كذلك في بطولات ألعاب القوى في الجزائـر.

## تاريخ الملعب
منذ يوم 21 فبراير 2001 ظهر ملعب في سماء الكرة الجزائرية بل كان لؤلؤة مضيئة في الرياضة الجزائرية. منذ ذلك الوقت لم يكن للملعب تاريخ عريق، بل كان كباقي الملاعب الجزائرية، يمارس فيه كرة القدم ورياضة ألعاب القوى.ولكن عام 2009 أصبح من أشهر الملاعب في الجزائر وبلاد العرب ملعب مصطفى تشاكر ويتسع لـ45 ألف متفرج، وكان يضم عدة ملاعب لرياضات أخرى، إضافة إلى ملعب كرة القدم، إلا أنه حاليا لا يستخدم إلا لكرة القدم.
أما عن مصطفى تشاكر، صاحب اسم الملعب، فهو أحد مجاهدي الثورة الجزائرية، فضلا عن كونه لاعبا في صفوف اتحاد البليدة، ولد في مدينة البليدة يوم 10 مارس 1936، ولم تشغله كرة القدم عن الالتحاق بصفوف جبهة التحرير الوطني للمشاركة في الثورة الجزائرية سنة 1956، وهو لم يبلغ بعد عامه العشرين، حتى استشهد يوم 29 سبتمبر 1959 عن عمر يبلغ 23 عاما، وأطلق اسمه على هذا الملعب تخليدا لذكراه من قبل اللاعبان السابقان أحمد زحزاح وزيدون اللذان اقترحا الاسم.
منذ أن قرر الاتحاد الجزائري نقل مباريات المنتخب الأول من ملعب 5 جويلية 1962 الذي تدهورت أرضيته، يعيش محاربو الصحراء أزهى عصورهم الكروية، فقد نجحوا في التأهل إلى كأس العالم 2010، ثم كررها في 2014، وكأس الأمم الإفريقية 2010، 2013، 2015.
المنتخب الجزائري تأهل إلى كأس العالم الماضية في مباراته الأخيرة التي أقيمت على هذا الملعب بالفوز على بوركينا فاسو بهدف دون رد لمجيد بوقرة، كما حسم تأهله لكأس الأمم الإفريقية الأخيرة هناك بفوزه على إثيوبيا 3-1.
بل إن منتخب الخضر لم يخسر أي مباراة على هذا الملعب منذ أن انتقل إليه قبل 6 سنوات، فخاض هناك 26 مباراة حتى الآن، ما بين ودية ورسمية، فاز في 23 مباراة منهم، وتعادل في 3 فقط.
دعوة التفاؤل بهذا الملعب دفعت وفاق سطيف لخوض نهائي دوري أبطال إفريقيا في العام الماضي عليه أيضا، ولم يخيب «مصطفى تشاكر» توقعات جماهيره، فحصد الفريق الجزائري البطولة للمرة الثانية في تاريخه بالفوز على فيتا كلوب الكونغولي والتتويج بالكأس.
التفاؤل أيضا يسود بين الجزائريين بشأن المواجهة المصرية على ملعب مصطفى تشاكر، فهو الملعب الذي احتضن مباراة الجزائر ومصر في تصفيات كأس العالم 2010، وانتهت بفوز محاربي الصحراء بثلاثة أهداف مقابل هدف، ويأمل الجزائريون أن يكرر وفاق سطيف الإنجاز على حساب الأهلي المصري.

## طالع أيضًا
- ملعب 5 جويلية 1962
- ملعب الإخوة براكني